# Geraea canescens
Espèce
Geraea canescens est une espèce de plantes à fleurs de la famille des Asteraceae.

## Description morphologique

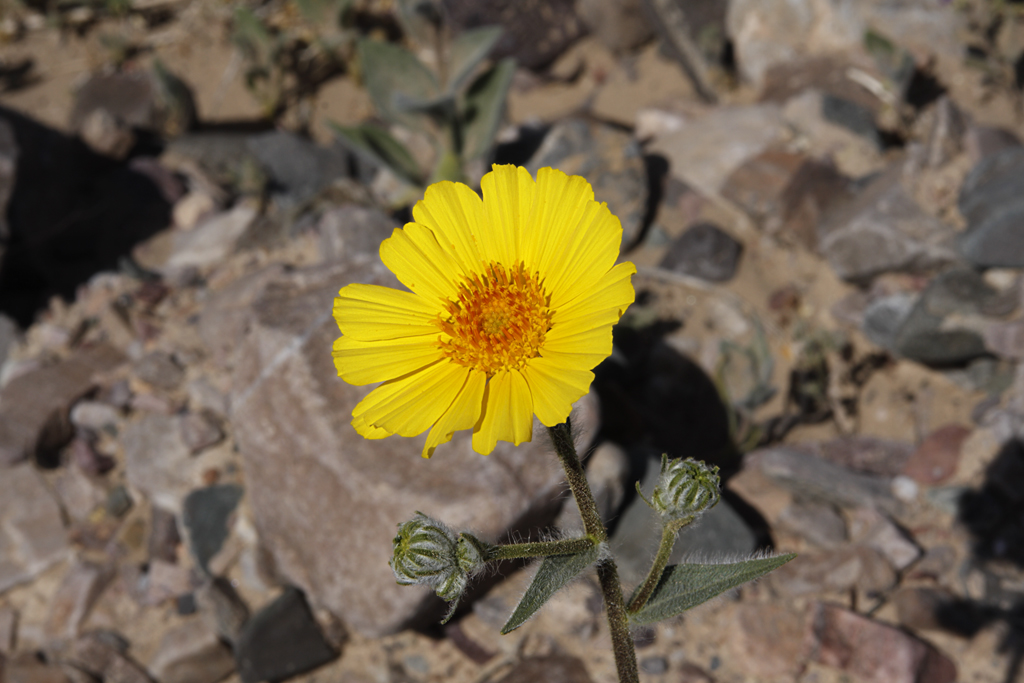
Détail d'un capitule.

### Appareil végétatif
Cette plante velue mesure entre 30 et 90 cm de hauteur. Elle forme des touffes de dimension variable. Les feuilles de 7,5 cm de long en moyenne peuvent être lancéolées ou ovales, entières ou garnies de quelques dents.

### Appareil reproducteur
La floraison a lieu entre février et mai, mais les années où l'été a connu suffisamment d'averses, une deuxième floraison peut survenir entre octobre et novembre.
Les inflorescences sont des capitules jaunes, seuls ou en petit nombre au sommet de tiges florales. Chaque capitule mesure environ 5 cm de diamètre à maturité. Il est composé de 10 à 20 fleurons ligulés oblongs de 2 cm de long, entourant un disque central constitué de nombreux fleurons tubulaires. L'involucre situé sous le capitule est composé de bractées couvertes de long poils blancs, fins et raides.
Le fruit est un akène aplati, à la surface velue, et enveloppé dans une bractée parcheminée. Le fruit présente sur ses côtés une marge blanche et à son sommet deux écailles pointues.

## Répartition et habitat
Cette plante vit dans le sud-ouest des États-Unis et au nord-ouest du Mexique. Sa limite nord va de la Californie à l'Utah, sa limite est jusqu'au Texas.
Elle pousse sur les replats désertiques, arides et sablonneux. Elle peut être commune sur les bords de route.

## Systématique

### Étymologie
Geraea vient du mot grec geraios, le « vieil homme », ce qui est une référence aux poils blancs qui couvrent ce genre de plantes.